# 6526 Matogawa
6526 Matogawa è un asteroide della fascia principale. Scoperto nel 1992, presenta un'orbita caratterizzata da un semiasse maggiore pari a 2,2155708 UA e da un'eccentricità di 0,1794077, inclinata di 5,11785° rispetto all'eclittica.